# 史氏稀棘鳚
斯氏稀棘鳚，又稱史氏劍尾鳚，為輻鰭魚綱鳚形目鳚科的其中一種。

## 分布
本魚分布於印度西太平洋區，包括印度、印尼、馬爾地夫、斯里蘭卡等海域。

## 深度
水深約20公尺。

## 特徵
本魚本魚體延長，稍側扁，頭頂無冠膜，無鬚，下頜兩側有犬齒具有毒腺，體色為淺灰色，至腹部漸成淺粉紅色，體背部有一條黑色縱紋，從眼部延伸至尾柄部。尾鰭上下邊緣呈黑色，腹鰭成絲狀，體長可達8.5公分。

## 生態
本魚棲息於珊瑚礁區，稚魚通常單獨活動；成魚偶爾成對出現，屬雜食性。

## 經濟利用
為觀賞魚，宜單養。